# Sandro Trevisan
Sandro Trevisan (Alessandria, 29 dicembre 1973) è un ex cestista italiano.
Guardia tiratrice di 190 cm, ha giocato nella massima serie con la maglia dell'Auxilium Torino.

## Carriera

### L'esordio in Serie A1
Convocato per la prima volta in prima squadra il 10 novembre 1991 in Robe di Kappa Torino-Benetton Treviso 78-79, Trevisan esordisce in Serie A1 il 26 marzo 1992, a diciott'anni, in Scavolini Pesaro-Robe di Kappa Torino 100-76 e mette a segno due punti. Rimane la sua unica presenza nella stagione 1991-92 .
Nel 1992-93 viene confermato e inserito nella formazione titolare, nella quale trova quasi dieci minuti a partita di media e mette a segno ottanta punti, con il 55% al tiro da due. L'allenatore, Federico Danna, lo inserisce anche nel quintetto titolare in due occasioni, contro Trieste e Venezia.
L'Auxilium Torino retrocede in Serie A2, e lì il giocatore alessandrino ha molto meno spazio. In campionato rientra a gennaio e gioca solo una gara, mentre nel girone dei play-out trova molto più spazio. Trevisan lascia infine la Francorosso Torino ad ottobre 1994, dopo le prime otto giornate del campionato 1994-95.
Nel 2001/2002 disputa una stagione da protagonista nel Basket Trapani, che conduce fino al primo turno dei play-off per la promozione in Serie A2, che vedono la squadra siciliana eliminata dalla New Wash Montichiari.
In seguito, giocherà a Gragnano.

### Ribera, Palermo e Catania
Nel 2005-06 è all'Engineering Ribera, squadra di Serie B d'Eccellenza. La guardia piemontese gioca oltre trenta minuti a partita con una media di quasi sedici punti, ma la squadra si salva solo ai play-out contro la Banca Marche Ancona. In estate, la società si sposta a Palermo e assume la denominazione di Rio Casamia Palermo. Trevisan aumenta il minutaggio e le partite da titolare, raggiungendo anche i trentuno punti contro la Cuomo Latticini Latina; tuttavia non servirà ad evitare la retrocessione in Serie B2. L'alessandrino rimarrà anche in quarta serie, aumentando ulteriormente i suoi standard e contribuendo alla qualificazione ai play-off.
Il 19 luglio 2008 viene acquistato dalla Pallacanestro Catania e ad agosto viene indicato tra i leader della squadra e poi scelto come capitano.